# Camillo Pamphili
Camillo Francesco Maria Pamphili, efternamnet stavas även Pamphilij, född 21 februari 1622 i Neapel, död 26 juli 1666 i Palazzo Doria-Pamphili, Rom, var en italiensk adelsman och kardinal. Pamphili utsågs av sin farbror påven Innocentius X till kardinal 1644, men avsade sig kardinalstiteln tre år senare och gifte sig med Olimpia Aldobrandini. Paret fick fem barn.